# مريم أباد (تيرجرد)
مريم أباد (بالفارسية: مریم‌آباد) هي قرية تقع في إيران في قسم تيرجرد الريفي. يقدر عدد سكانها بـ 1,223 نسمة .